# Венява (герб)
Венява (інші назви: Буйволяча Голова, Буйвіл, Голова Зубра, Перстиня; пол. Wieniawa, Bawola Głowa, Bawół, Bavolina Caput, Caput Bawola, Caput Bubalum, Pierstynia, Ząbrza Głowa, Zubrza Głowa) — шляхетський герб моравського походження, яким користувалися близько 265 шляхетських родів Білорусі, України, Литви і Польщі, зокрема Білозори, Длугоші, Лещинські, Менжики.

## Опис
В золотому полі чорна голова зубра із золотим кільцем у ніздрях.
Клейнод — над шоломом з короною половина золотого лева з мечем в правій лапі. 
Намет чорний, підбитий золотом.

## Історія
Відомий з початку 14 століття.
Збереглись зображення герба на печатках:
- 1382 р. — печатка Петра Джечковського з Морковця
- 1388 р. — печатка Мацея, Філіпа та Вінцентія Джечковських з Морковця
- 1389 р. — судовий запис

Хоругва з гербом "Венява" Яна з Обехова брала участь в битві під Грюнвальдом.
Хоча "Венявичі" (представники гербу "Венява") й не брали участі в Городельській унії 1413 року, однак вже в XV столітті даний герб з'являється на Русі й Литві. 
Під час перебування на троні короля Польського, Великого князя Литовського й Руського Станіслава Лещинського (1704 — 1709, 1733 роки) герб «Венява» використовувався як елемент в державній символіці Речі Посполитої.

### Гербова легенда
Каспер Несецький подає наступну легенду:
Князь Моравський для своєї розваги вирушив на полювання й перейшов йому дорогу зубр, бачучи це лицар на ім'я Ластек, що був княжим помічником, муж великої сили, схопивши зубра за роги зміг не тільки його втримати, але й гілкою з молодого дуба швидко зубру ніздрі пробив й скрутивши гілку в коло на зразок перстня, так до князя свого зубра привів, якого, коли передали його тримати іншому княжому дворянину, зубр зрозумівши, що в того немає такої сили, яка могла його стримати, почав видиратись і з ним боротись, на що Ластек, діставши меча, так сильно вдарив зубра по шиї, що одним ударом зумів відтяти йому голову, за що князь його похвалив й нагородив за мужність його великими добрами, зокрема й гербом з головою зубра.
Моравська версія гербової легенди родини Пернштейнів (нім. von Pernstein) подана Бартошем Папроцьким в "Дзеркалах славного маркгрфаства Моравського" (1593) є дуже схожа з вищенаведеною, з тією різницею, що богатир називався Венява й був вуглярем (шахтарем), якому чеський король за цей вчинок надав шляхетство й землі на околицяз пізніше збудованого замку Пернштейн.

### Етимологія
Існує кілька переказів, що тлумачать походження назви гербу посиланням на гербову легенду. Марцін Бельський вважав, що назва Венява походить від гілки (вітки), якою Ластек пробив зуброві ніздрі. Натомість Шимон Окольський дав дві гіпотези: згідно першої, назва гербу походить від імені лицаря; друга мовить, що коли лицар притягнув князеві зубра, то крикнув на моравській мові "Wien haw", що означає "піди сам". 
Геральдист Юзеф Шиманський вказував, що назва Венява є нерозпізнаною. Згідно Брюкнера ця назва може походити від слова "wian", яке означає віник з листя або ж топографічного походження.  Bawola Głowa, Bawoł, Ząbrza Głowa, Żubrza Głowa є образними назвами. Caput Bawola, Bawolina Caput, Caput Babalum — це латинські образні назви. Pierstyna є іноземною топографічною назвою (від назви Перштейн).

## Роди
Тадеуш Гайль подає такі родини гербу "Венява":
- Альбіновичі (Albinowicz), Альбіновські (Albinowski), Анферовичі (Anferowicz)
- Бамбельські (Bambelski), Беделянські (Bedelański), Бедленські (Bedleński), Бедлінські (Bedliński), Бендзенські (Będzieński), Біллозори (Бяллозори) (Białłozor), Білозори (Бялозори) (Białozor), Білозури (Бялозури) (Białozór), Бляндовські (Blandowski), Боббе (Bobbe), Богнари (Bognar), Богнаревичі (Bognarewicz), Богнаровичі (Bognarowicz), Бодзанти (Bodzanta), Бодзенти (Bodzenta, Bodzęta), Божковські (Bożkowski), Больки (Bolko), Борейка (Borejka), Борейко (Borejko, Boreyko), Босути (Bosuta), Бочковські (Boczkowski), Браховські (Brachowski), Бродзіковські (Brodzikowski), Бродницькі (Brodnicki), Бродовицькі (Brodowicki), Бродовські (Brodowski), Броніші (Bronisz), Броновські (Bronowski)
- Вайські (Wayski), Венгерські (Węgierski), Верцінські (Wierciński), Вершицькі (Wierszycki), Вер(ж)бновські (Wierzbnowski), Вільдзевичі (Wildziewicz), Вілодзевичі (Wiłodziewicz), Віршицькі (Wirszycki), Вишневські (Wiśniewski), Вітошинські [Архівовано 22 липня 2021 у Wayback Machine.] (Witoszyński), Воєцькі (Wojecki)
- Гадзевичі (Gadziewicz, Hadziewicz), Гайди (Gajda), Гайдзевичі (Gajdziewicz), Гамзи (Gamza), Гарасимовичі (Harasimowicz), Гарасимовичі-Бронюшиці (Harasimowicz-Broniuszyc), Глічмери (Gliczmer), Гливичі (Gliwicz), Годзевичі (Godziewicz), Ґоґольтіль (Gogolthil), Ґоздзєвські (Gozdziewski), Ґоздзєльські (Gozdzielski), Ґоздзіковські (Gozdzikowski), Ґолуховські (Gołuchowski) (не плутати з іншим, графським родом гербу Леліва), Горбацькі (Gorbacki), Гордзеєвичі (Гордієвичі) (Hordziejewicz), Горжицькі (Гожицькі) (Gorzycki), Гославські (Gosławski), Грабовські (Grabowski), Гриневичі (Gryniewicz), Громадські (Gromadzki), Гулевичі (Hulewicz) (не плутати з іншим, відомішим родом Гулевичів гербу Новина), Гучинські (Huczyński)
- Денковські (Denkowski), Деновські (Denowski), Держки (Derżko), Длугоші (Długosz), Длугошевські (Długoszewski), Длугошовські (Długoszowski), Дорфи (Dorf), Довейки (Dowejko), Држечковські (Джечковські) (Drzeczkowski), Диновські (Dynowski), Дзічковичі (Дичковичі) (Dziczkowicz), Дзекановські (Dziekanowski), Дзержки (Dzierzko), Дзержковичі (Dzierzkowicz, Dzierżkowicz)
- Ельґоти (Elgot)
- Жебровські (Żebrowski), Жодкевичі (Żodkiewicz), Жоткевичі (Żotkiewicz), Жубри (Зубри) (Żubr)
- Задорські (Zadorski), Завадзинські (Zawadziński), Зебровські (Zebrowski), Зембровські (Zembrowski), Зубрицькі (Зуб(р)жицькі) (Zubrzycki)
- Кавенчинські (Kawęczyński), Кавечинські (Kaweczyński), Калити (Kalita), Каркевичі (Karkiewicz), Кармінські (Karmiński), Карнінські (Karniński), Климашевські (Klimaszewski), Клітинські (Klityński), Колодницькі (Kłodnicki), Козеницькі (Kozienicki), Козиницькі (Kozinicki), Кольбуси (Kolbus), Копсовичі (Kopsowicz), Коруни (Koruna), Косовичі (Kosowicz), Коссовичі (Kossowicz), Коссовські (Kossowski), Кошевичі (Koszewicz), Краковинські (Krakowiński), Круковські (Krukowski), Кухарські (Kucharski)
- Лабішевські (Łabiszewski), Ластеки (Łastek), Ленартовські (Lenartowski), Лескевичі (Leskiewicz), Леськевичі (Leśkiewicz), Лещинські (Leszczyński), Льгоцькі (Lgocki), Лібішевські (Libiszewski), Лібішовські (Libiszowski), Лінґки (Lingk), Лінки (Linck), Лінке (Linke), Ліховські (Lichowski), Лубінські (Łubiński), Лукашевичі (Łukaszewicz), Любатинські (Lubatyński), Любешовські (Lubieszowski), Любінські (Lubiński), Любішевські (Lubiszewski), Любоменські (Lubomęski), Любомеські (Lubomeski), Лястеки (Lastek)
- Магнушевські (Magnuszewski), Макацевичі (Makacewicz), Мальхеровичі (Malcherowicz), Малявські (Malawski), Манкшиці (Mankszyc), Марковські (Markowski), Маршалковські (Marszałkowski), Маршевські (Marszewski), Мендвіди (Mendwid), Менжики (Mężyk), Ме(р)жвінські (Mierzwiński), Ме(р)жеєвські (Mierzejewski), Ме(р)жейовські (Mierzejowski), Мілевичі (Milewicz), Міхальські (Михальські) (Michalski), Міхаловські (Michałowski), Монтвіди (Montwid), Монтвіти (Montwit), Монтивіди (Montywid), Монжики (Mążyk), Моншики (Mąszyk), Мьонцінські (Міонцінські) (Miąciński), Мьончинські (Міончинські) (Miączyński)
- Наревичі (Narewicz), Наревські (Narewski), Нарецькі (Narecki), Наркевичі (Narkiewicz), Нарковичі (Narkowicz), Невєські (Niewieski), Недзельські (Niedzielski), Непровські (Nieprowski)
- Обєховські (Obiechowski), Обєдли (Obiedło), Обидовські (Obidiowski) (не плутати з Обидовськими гербу Сулима), Обіховські (Obichowski), Овчарські (Owczarski), Одинські (Odyński), Окринські (Okryński), Островонські (Ostrowąski)
- Павловські (Pawłowski), Пассовичі (Passowicz), Пелки (Pełka), Пелли (Pella), Перштейни (Persztein), Плонковські (Płonkowski), Побікровські (Pobikrowski), Полуяни (Połujan), Поль (Pohl), Понговські (Pągowski), Порицькі (Porycki), Працькі (Pracki), Прушецькі (Pruszecki), Прушковські (Pruszkowski), Пул'яни (Pułjan), Пул'яновські (Pułjanowski), Пухали (Puchała), Пшибиславські (Przybysławski)
- Равдовичі (Rawdowicz), Рагози (Ragoza, Rahoza), Радзіковські (Radzikowski), Раковські (Rakowski), Рилли (Ryłło), Рили (Ryło), Рильські (Rylski)
- Санчальські (Sanczalski), Савицькі (Sawicki), Скшетуські (Skrzetuski), Сленські (Sleński), Слесінські (Шлесінські) (Slesiński, Ślesiński), Слешинські (Шлешинські) (Sleszyński, Śleszyński), Слабоші (Słabosz), Слабошевичі (Słaboszewicz), Слонські (Słoński), Слугоцькі (Sługocki), Служевські (Służewski), Снопеки (Snopek), Снопковичі (Snopkowicz), Сочоловські (Soczołowski), Спшедницькі (Sprzednicki), Средницькі (Średnicki), Сшедницькі (Srzednicki, Śrzednicki), Стабінські (Stabiński), Стабошевичі (Staboszewicz), Старунови (Starunow), Стшалковські (Стржалковські) (Strzałkowski), Стшембоші (Стржембоші) (Strzembosz), Суленцькі (Sulencki, Sulęcki), Суліковські (Sulikowski)
- Табори (Tabor), Тарновські (Tarnowski), Твардави (Twardawa), Твардови (Twardowa), Твардовські (Twardowski), Торосовичі (Torosowicz), Торошовичі (Toroszowicz), Туросовичі (Turosowicz), Турошовичі (Turoszowicz), Тширські (Tszyrski)
- Фронцкевичі (Frąckiewicz), Фрикачі (Frykacz)
- Хабельські (Chabielski), Хадзевичі (Chadziewicz), Херубіни (Cherubin), Хлевінські (Chlewiński), Хмелевські (Chmielewski), Хмельовські (Chmielowski), Хщоновичі (Хржчоновичі) (Chrzczonowicz)
- Цісвицькі (Ciświcki)
- Червінські (Czerwiński), Черменські (Czermieński), Чермінські (Czermiński), Черніковські (Czernikowski)
- Шаблинські (Шаблінські) (Szabliński), Шафаровичі (Szafarowicz), Шафрановичі (Szafranowicz), Шедницькі (Szednicki), Шленські (Śleński), Шленцевичі (Szlencewicz), Шляґери (Szlagier), Шляжевичі (Szlażewicz), Шпарґальти (Спарґальти) (Spargalth)
- Юндзіли (Jundził), Юндзілли (Jundziłł)
- Янвичі (Janwicz), Ятовти (Jatowt), Ятовтовичі (Jatowtowicz)

Згідно Каспера Несецького гербом користувались такі родини:
Бедленські (Bedleński), Білозори (Бялозори) (Białozor), Богнаревичі (Bognarewicz), Бродницькі (Brodnicki), Броніші (Bronisz), Венгерські (Węgierski), Венявські (Wieniawski), Войські (Wojski), Длугоші (Długosz), Гадзевичі (Hadziewicz), Держковичі (Dierzkowicz), Ельґоти (Elgot), Задорські (Zadorski), Зебровські (Zebrowski), Лещинські (Leszczyński), Лібішевські (Libiszewski), Менжики (Mężyk), Мьонцінські (Miącińśki), Наркевичі (Narkiewicz), Обіховські (Obichowski), Перштени (Perszten), Рили (Ryło), Слабоші (Słabosz), Сленські (Шленські) (Śleński), Слесінські (Шлесінські) (Ślesiński), Хмелевські (Chmielewski), Цісвицькі (Ciświcki), Чермінські (Czermiński), Щепановські (Szczepanowski), Юндзілли (Jundziłł).

## Відміни

Герб короля Польщі Станіслава Лещинського
Герб герцога Лотарингії Станіслава Лещинського
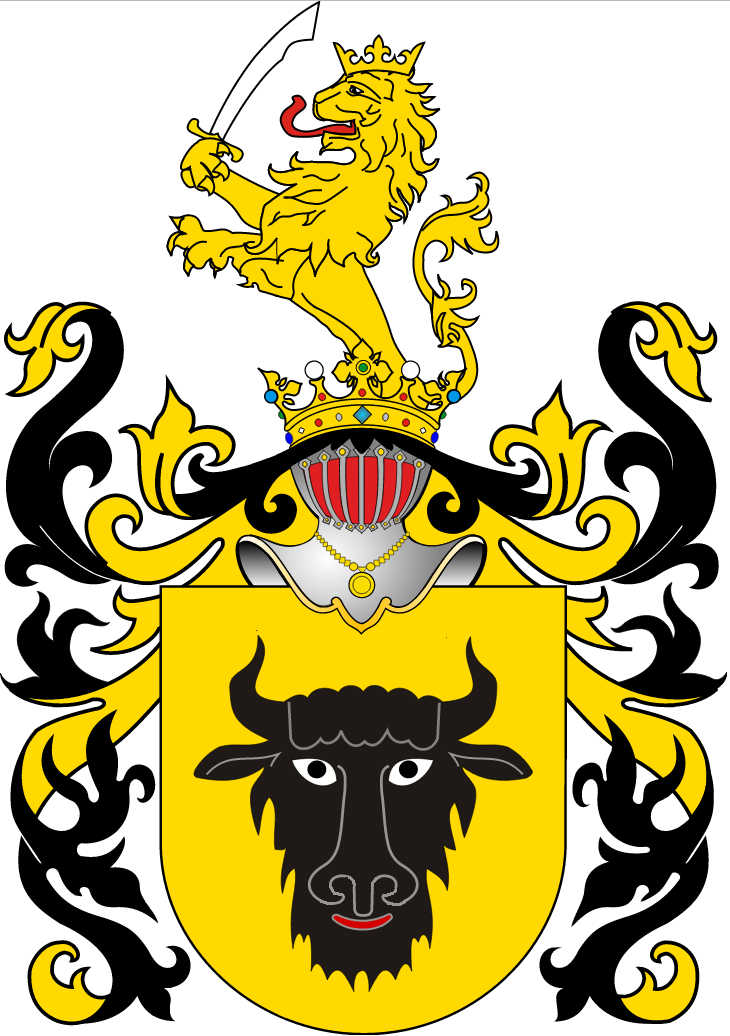
Венява ІІ
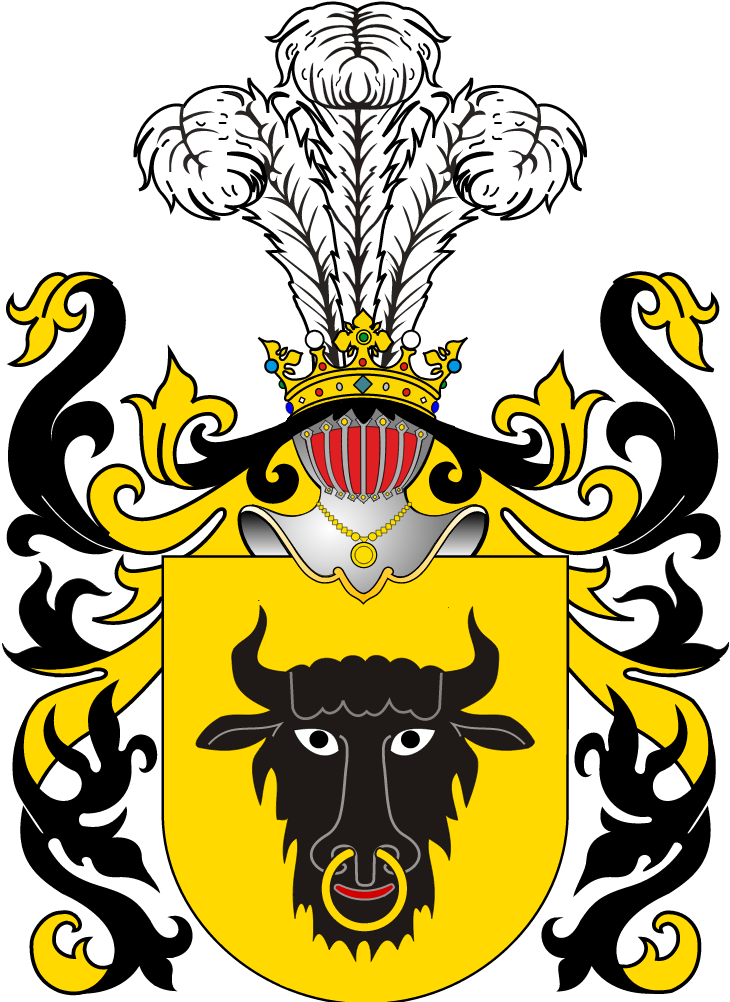
Венява ІІІ
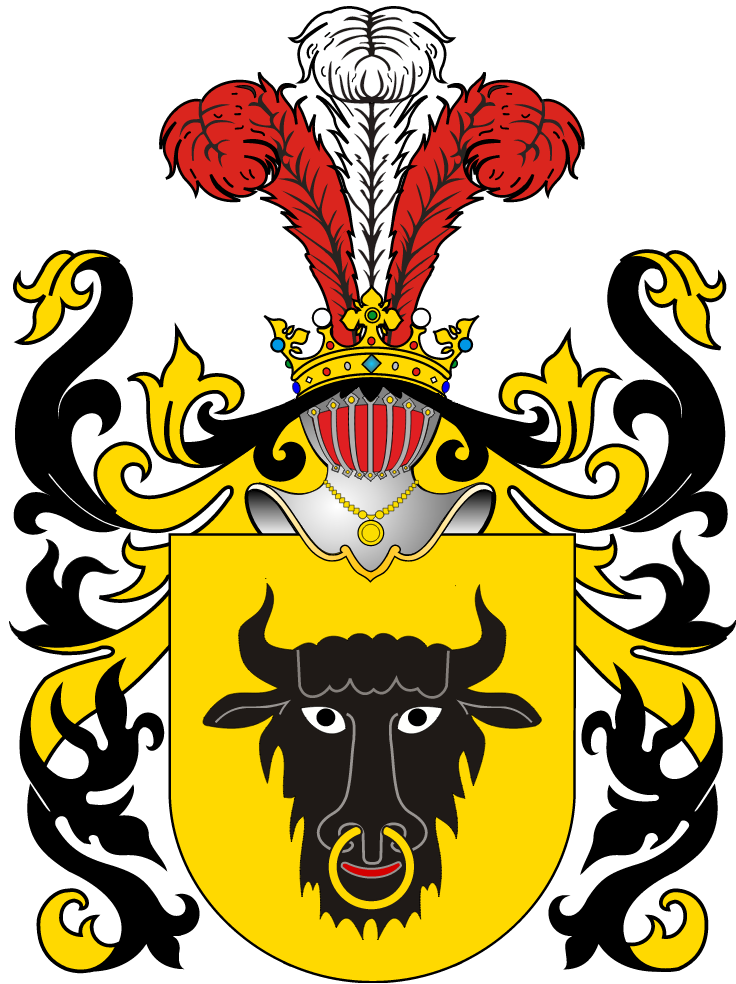
Колачковські
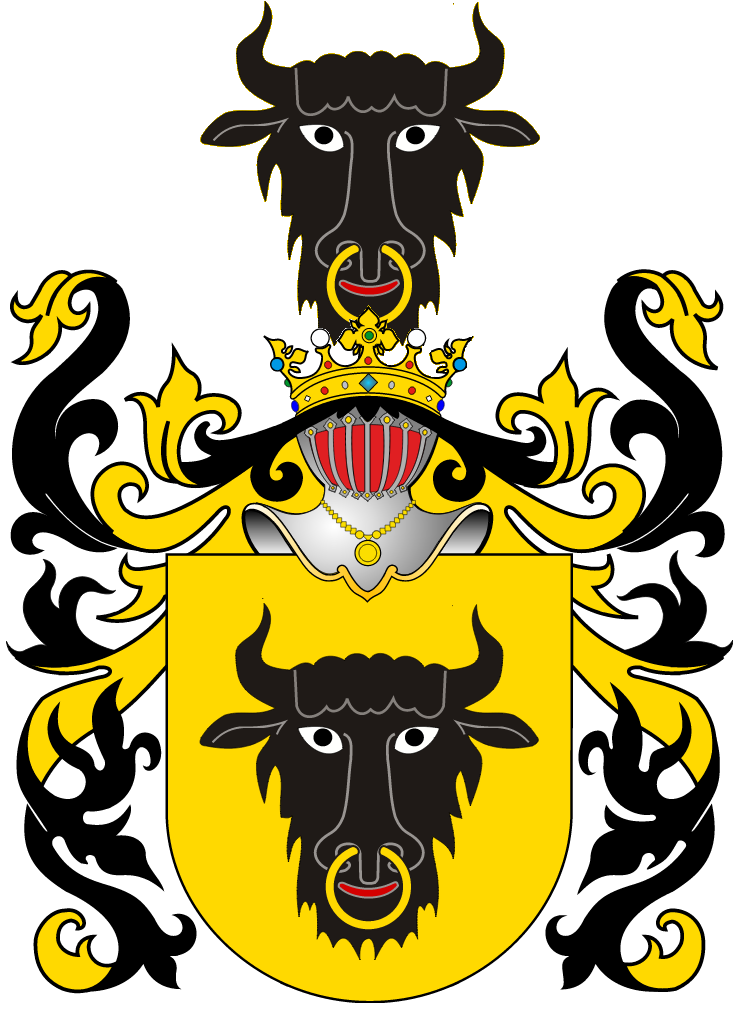
Маркльовські
Риц
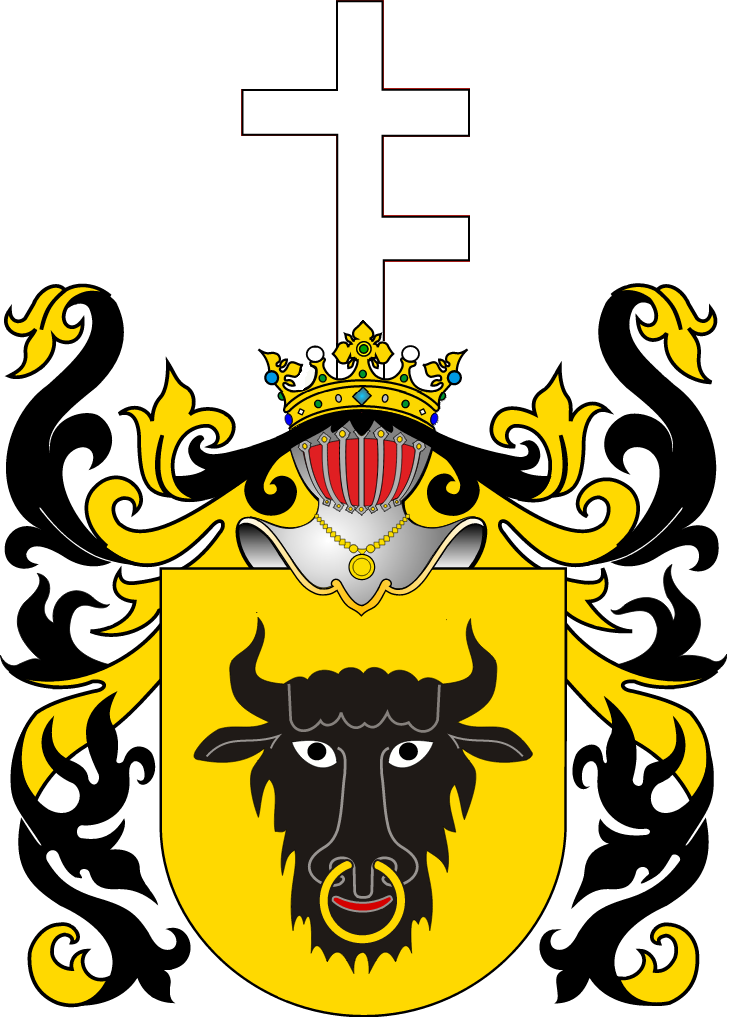
Щепановські
Яновські
Яновські Іа
Яновські Ib
Яновські Іc